# یدلنگا-لتنگسکو
یدلنگا-لتنگسکو (به لاتین: Jedlnia-Letnisko) یک روستا در لهستان است که در گمینا یدلنگا-لتنگسکو واقع شده‌است. یدلنگا-لتنگسکو ۳٬۶۹۲ نفر جمعیت دارد.